# Ганс Гасс
Ганс Гасс (нім. Hans Hass (Haß), повне ім'я Hans Heinrich Julius Hass; 1919—2013) — австрійський дослідник моря, вчений-біолог, піонер і автор інновацій дайвінгу.

## Біографія
Народився 23 січня 1919 року у Відні в родині Ганса Гасса (Hans Haß) і його дружини Мети Гасс (Margaretha Antonia Haß, уроджена Brausewetter).
Навчався у віденській гімназії Терезіанум, яку закінчив у 1937 році. Інтерес до морської біології у Ганса з'явився після поїздки в 1937 році на французьку Рів'єру з підводним полюванням і підводною фотографією.
У 1939 році він знаходився на островах Кюрасао і Бонайре Карибського моря (Нідерландські Антильські острови) зі своїми друзями Альфредом фон Вурзіаном (Alfred von Wurzian) і Йоргом Бьолером (Jörg Böhler), де зняв свій перший фільм. З початком Другої світової війни всі троє повернулися в Німеччину. Через судинне захворювання ніг (синдром Рейно) Ганс Гасс не був призваний у вермахт. З осені 1940 року він працював у компанії з виробництва документальних фільмів UFA — одному з центрів кіноіндустрії Третього рейху, що дало йому статус unabkömmlich, який врятував Ганса від військової служби до закінчення війни. Гасс почав вивчати в 1940 році зоологію, і в лютому 1944 року він отримав докторський ступінь з біології в Берлінському університеті імені Гумбольдта. За цей час він побував на орендованому кораблі у великій експедиції в Грецію на Егейському морі і до кінця війни займався в основному завершенням свого експедиційного фільму.

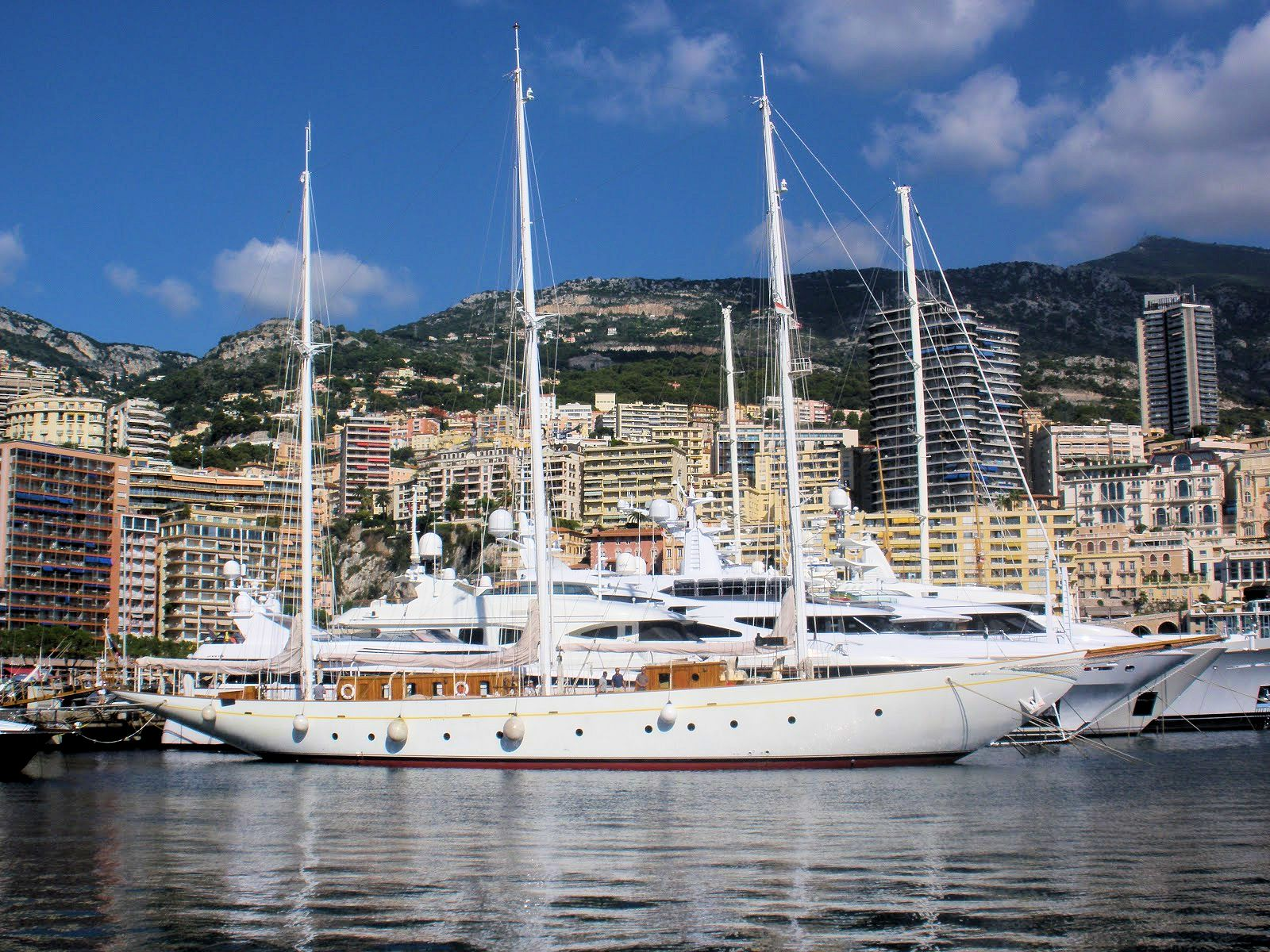
Xarifa

Після Другої світової війни його дослідницький корабель був конфіскований, Гасс звернувся до антропології та еволюційної біології. Потім був контракт з Herzog-Film (Мюнхен) і Sascha-Film (Відень) і він зробив дві експедиції на кораблі Xarifa на Червоне море. Після цього були експедиції в Східну Африку і Південну Азію. У 1970-х роках Ганс Гасс займався екологічними та економічними питаннями, в 1977 році отримав звання професора, будучи не пов'язаними з роботою у ЗВО. У 1983 році він почав багаторічні дослідження і проводив семінари з інстинктів морських хижаків. У 1989 році він повернувся до екологічних проблем.
У січні 2005 року він побував на Мальдівах для дослідження наслідків цунамі. У січні 2007 року взяв участь у круїзі в Порт-Судан на північному сході Судану, де здійснив занурення вже в похилому віці. З квітня 2006 року він жив у Відні, де й помер 16 червня 2013 року і був похований 22 червня 2013 року на Хітцингському кладовищі. Частину свого майна він заповів Музею природної історії у Відні.
За свою багаторічну діяльність Ганс Гасс був удостоєний багатьох нагород і звань, серед яких: золота медаль Фотографічного товариства (Photographische Gesellschaft) у Відні (1950); Почесний член Асоціації німецьких аквалангістів (Verband Deutscher Sporttaucher, 1974); Премія Залу слави Cayman Islands International Scuba Diving Hall of Fame (2006); німецька нагорода у сфері розваг — DIVA. 

### Особисте життя
Двічі був одружений:
1. З Ганнелорою Шрот[de] — з 30 червня 1945 року по квітень 1950 року; син Ганс[de] (1946-2009) був актором і музикантом.
2. З Лоттою Баєрл[de] — з 29 листопада 1950 року; донька Мета (Meta, нар. 1957).

## Пам'ять

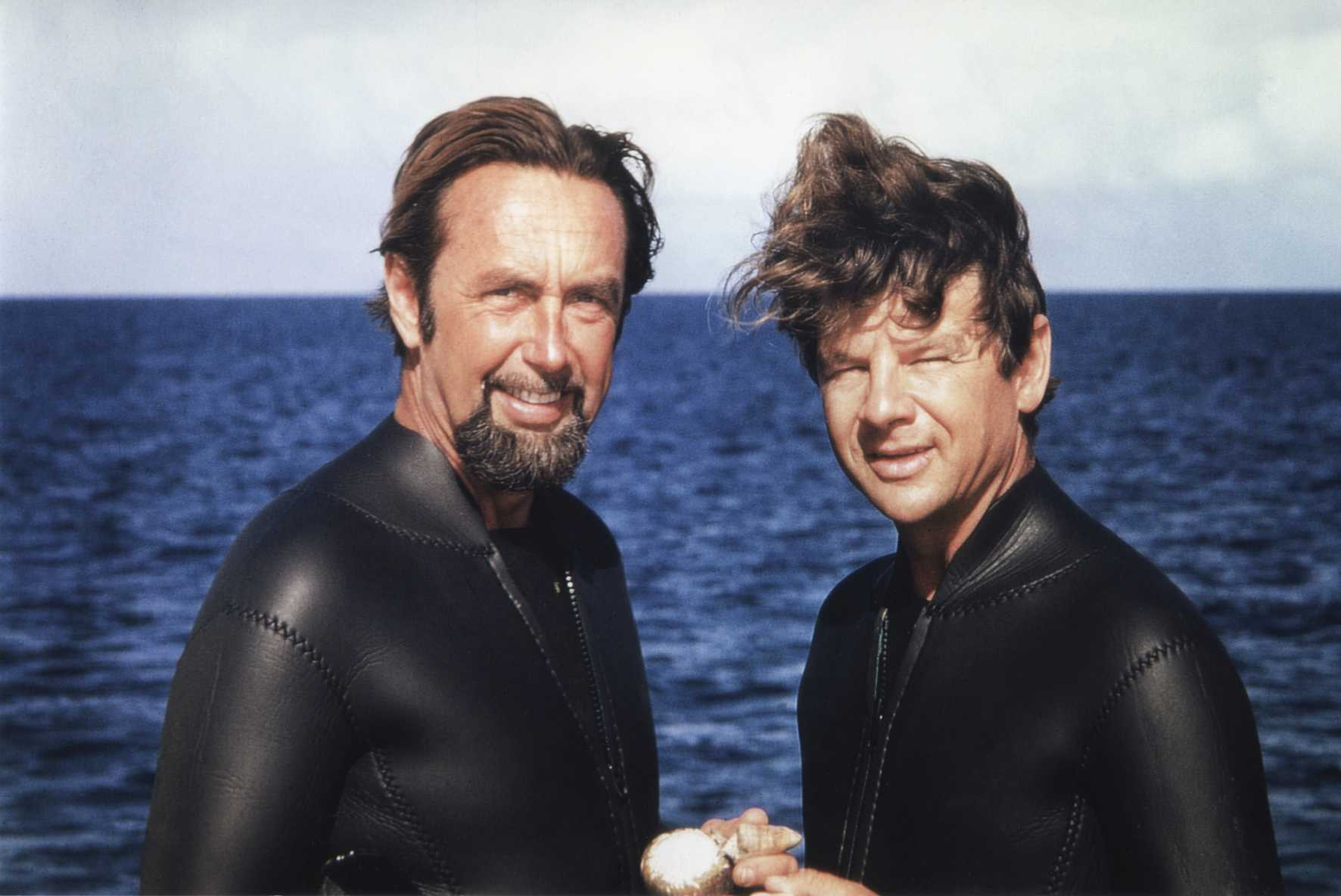
Ганс Гасс і Іреніус Ейбл-Ейбесфельдт, 1972 рік

- Вольфганг Клаузевітц[de] і Іреніус Ейбл-Ейбесфельдт[de] назвали в 1959 році виявлений ними на Мальдівах вид вугрів на честь його корабля Xarifa — Xarifania hassi (пізніше цей вид був перейменований в Heterocongrinae[en]).
- Одне з місць для дайвінгу на Мальдівах названо в 1995 році «Hans Hass Place».
- У 2002 році  Товариство історичного дайвінгу заснувало премію Ганса Гасса.
- У 2018 році один з парків Відня назвали на його честь «Hans-Hass-Park».